# Aidé Cuero Muñoz
Aidé Maryory Cuero Muñoz (8 de octubre de 1991) es una luchadora colombiana de lucha libre. Compitió en el Campeonato Mundial de 2015, donde logró la 22.ª posición. Fue vicecampeona sudamericana en 2012.
Sus hermanos Jaír Cuero Muñoz y Úber Cuero Muñoz también compitieron como luchadores.